# Uchi no musume wa, kareshi ga dekinai!!
Uchi no musume wa, kareshi ga dekinai!! (ウチの娘は、彼氏が出来ない!!?), noto anche con il titolo internazionale Date My Daughter!, è una serie televisiva giapponese del 2021.

## Trama
Aoi Minase è una celebre scrittrice che è preoccupata per il futuro della figlia Sora, che essendo una otaku non ha neanche un fidanzato; tuttavia, la donna non sa che anche Sora è preoccupata per lei, dato che ha un carattere particolarmente ingenuo.